# Linnea Olsson
Linnea Olsson, född 1983, är en svensk singer-songwriter och multiinstrumentalist, mest känd som cellist. Tidigare var hon medlem i bandet Isildurs Bane. Olsson släppte sitt första soloalbum Ah! 2012, följt av Breaking and Shaking 2014 samt For Show 2017. En av hennes influenser är Arthur Russell.
Hon har turnerat med artister som Ane Brun, Peter Gabriel och Sofia Karlsson och samarbetat med Nina Kinert.

## Diskografi

### Album
- 2012 – Ah! (Götterfunk Produktion)
- 2014 – Breaking and Shaking (Götterfunk Produktions, Sony)
- 2017 – For Show (Götterfunk Produktions)